# Homalomena cordata
Homalomena cordata är en kallaväxtart som beskrevs av Heinrich Wilhelm Schott. Homalomena cordata ingår i släktet Homalomena och familjen kallaväxter.
Artens utbredningsområde är Java. Inga underarter finns listade.